# Proletariat

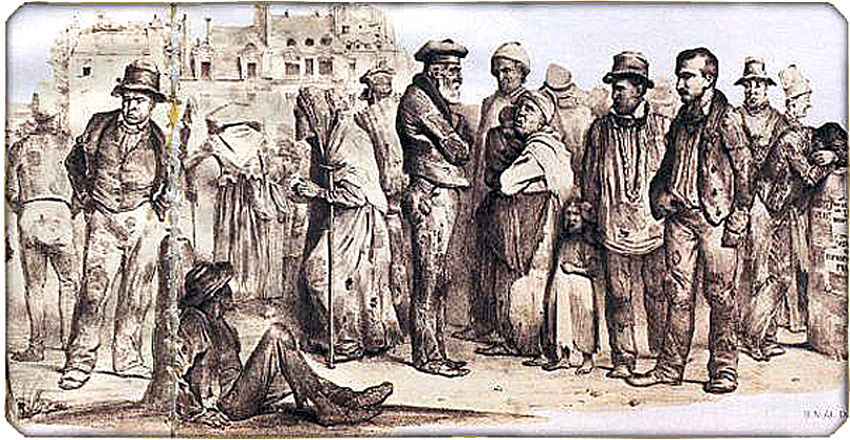
Proletariat/bezrobotni, litografia z XIX wieku

Proletariat (z łac. proletarius „należący do najuboższej klasy, niepłacący podatków, dający państwu tylko potomstwo” od proles „latorośl, potomstwo”) – jedna z wyróżnianych w socjologii klas społecznych.

## Pierwotne znaczenie
W starożytnym Rzymie proletariat oznaczał najuboższą warstwę ludności. W miarę upadku drobnych gospodarstw w okresie późnej republiki liczebność rzymskiego proletariatu rosła wskutek migracji do miasta mas zubożałych rolników, czemu zapobiec miały reformy Grakchów. Antyczny proletariat był, zwłaszcza w późnej republice i wczesnym cesarstwie, warstwą pasożytniczą, utrzymywaną przez państwo darmowym rozdawnictwem zboża i innymi podarkami (panem et circenses). Częściowo z proletariuszy (służących za żołd i nadzieję otrzymania łupów oraz działki ziemi w ramach odprawy po zakończeniu służby) rekrutowana była armia od czasów reformy Gajusza Mariusza. Stopniowo, zwłaszcza w późnym cesarstwie ubogie warstwy ludności określane jako lud miejski i wiejski (plebs urbana i plebs rustica) zostały zaprzęgnięte do pracy przymusowej, na wsi byli to przypisywani do ziemi dzierżawcy (kolonowie) i robotnicy rolni, w mieście rzemieślnicy przypisani do warsztatów.

## Terminologia epoki industrialnej
W epoce rewolucji przemysłowej w XIX wieku zatrudnieni w fabrykach określani byli mianem proletariatu fabrycznego. Robotnicy rekrutowali się spośród zubożałych rolników bądź też z pracowników upadających warsztatów rzemieślniczych i manufaktur.
W ujęciu Karola Marksa proletariat to klasa społeczna, której nie przysługuje prawo własności środków produkcji (ziemi, fabryk, kapitału finansowego), przeciwstawiana właścicielom środków produkcji, czyli burżuazji, to jest kapitalistom. Kapitalista – właściciel środków produkcji konsumuje większość zysku (wartość dodatkową) w sytuacji, gdy rzeczywista wartość pracy robotnika jest większa od jego płacy. Robotnicy nie posiadając materialnych środków produkcji nie mogą stanowić sami o sobie w procesie produkcji, lecz ulegają uprzedmiotowieniu i w konsekwencji wyzyskowi. W przyszłości tę sytuację, zdaniem Marksa miała zmienić ogólnoświatowa rewolucja i powstanie ustroju komunistycznego, w którym poprzez zniesienie własności prywatnej i wprowadzenie wspólnej (uspołecznionej) własności środków produkcji zamierzano zlikwidować podział na właścicieli i pracowników. Społeczeństwo komunistyczne miało mieć charakter bezklasowy, w którym dostęp do środków produkcji i dóbr produkowanych miał zależeć od indywidualnych zdolności, a nie strukturalnych nierówności społecznych. Dopóki to nie nastąpi, proletariat i właściciele środków produkcji pozostają w ciągłym konflikcie, widocznym w skali długiego procesu historycznego. W społeczeństwie opartym na własności prywatnej środków produkcji i podziale klasowym niesprawiedliwość utrzymuje się dzięki panującym w tym społeczeństwie politycznym stosunkom „panowania i niewoli” (Herrschaft und Knechtschaft). Stosunki te wyrastają „bezpośrednio z samej produkcji” i są uwarunkowane własnością prywatną środków wytwarzania, która jest przyczyną „ślepego i niepohamowanego interesu prywatnego”.
Górną warstwę robotników Karol Marks określał jako arystokrację robotniczą.

## Znaczenie postulowane obecnie
W społeczeństwie informacyjnym proletariat, w odróżnieniu od digitariatu, pojmuje się jako klasę społeczną niemającą dostępu do technologii informacyjnych, w szczególności do globalnej sieci Internetu. Ze względu na zmianę charakteru pracy z fizycznej na pracę umysłową niektórzy autorzy wskazują na przekształcanie się proletariatu w intelektuariat.